# 푸블리우스 아킬리우스 아티아누스
푸블리우스 아킬리우스 아티아누스 (Publius Acilius Attianus, 1세기-2세기)는 로마의 강력한 공직자 중 한 명으로, 비록 불명료하지만, 트라야누스에서 하드리아누스로 권력의 이동을 하는 데 중요한 역할을 했다.

## 생애
아티아누스는 하드리아누스 황제의 아버지인 푸블리우스 아일리우스 하드리아누스 아페르의 출생지이기도 했던, 히스파니아 바이티카의 이탈리카에서 태어났다. 86년경에 아페르가 사망하자, 아티아누스와 장차 황제인 트라야누스 (또다른 이탈리카 출신 인물)는 당시에 10세였던 하드리아누스의 후견인이 되어주었다. 아티아누스의 초기 생애에 대해서 알려진 것은 없는 반면에, 트라야누스의 집권기가 끝나갈 무렵에 그는 세르비우스 술피키우스 시밀리스와 친위대 사령관을 맡게 되었다. 시밀리스가 로마에 있는 것에 비해, 아티아누스는 트라야누스의 동방 원정 중에 황제와 동행했다.

### 황제위 즉위
트라야누스가 사망하기 얼마 전에, 하드리아누스를 양자이자 후계자로 지명한 문서를 작성했다고 한다. 이에 대한 의혹들이 생겼는데 로마에 도착한 그의 문서 복사본에 아내인 플로티나의 서명이 있었기 때문이었다. 자신들의 피후견인을 몹시나 좋아했고, 117년 8월 킬리키아의 셀리누스에 있던 트라야누스의 임종을 참석했던 아티아누스와 플로티나 황후가 사실은 연인 관계였고, 이 둘이 하드리아누스의 계승을 확고히 하고자 트라야누스의 유언을 위조했다는 음모들이 제기되었다.
플로티나 및 마티디아와 함께, 아티아누스는 트라야누스의 시신을 셀레우키아까지 함께 했고, 그후에 그의 유해를 로마까지 가는 데도 동행했다.

### 하드리아누스 집권기
하드리아누스 집권기 초에, 아티아누스는 하드리아누스의 황제 계승에 반하는 여러 잠재적 반대자들에 대해서 황제에게 주언을 해주었으며, 하드리아누스의 소실된 전기에 따르면, 하드리아누스 집권기에 초기 흠이었던 ‘네 명의 집정관들’의 죽음에 대한 책임이 있다고 한다. 그럼에도, 신임 황제는 아티아누스의 권력에 대해 불쾌하게 생각했고, 119년에 친위대 사령관직에서 물러나라는 명령을 내렸다. 아티아누스는 퇴직 시에 원로원 계급과 오르나멘타 콘술라리아를 수여받았으며, 이 시점 이후에 그에 대해서 알려진 것은 더 이상 없다.